# Димостенис Блацис
Димостенис Блацис (на гръцки: Δημοσθένης Μπλάτσης) е гръцки солунски общественик.

## Биография
Блацис е роден в кожанското влашко-гръцко село Влашка Блаца, чието име носи като фамилия. Става виден деец на гръцката общнина в града в края на XIX век, като подкрепя фракцията на Ставрос Йоанидис. Председател е на Солунското благотворително мъжко общество от 1879 до 1886 година.